# 格利泽514
格利泽514，又稱BD+11 2576或HIP 65859, 是一顆位於處女座的紅矮星，距離太陽約24.87光年。
格利泽514的金屬量Fe/H指數在很大程度上是未知的，數據的中值為-0.4至+0.18。這種差異是由於Gliese 514的恆星光譜的特殊性造成的。光譜的特殊性也會影響恆星溫度測量的準確性， 數值可低至2901 K。格利泽514的光譜顯示出發射線，但恆星本身的星斑活動很低。
截至2020年，並沒有發現任何恆星伴星。
目前計算太陽正穿過格利泽 514的奧爾特雲尾部。因此，未來穿越太陽系的星際天體可能源自格利泽 514。

## 行星系統
自2019年以來，人們懷疑在格利泽 514周圍存在一個以軌道周期為15天運行的行星。 但是，該行星尚未得到證實。相反，在2022年，一顆名為格利泽 514 b的超級地球行星通過視向速度法在偏心140天的軌道上被發現。行星軌道部分位於母星宜居帶內，行星平衡溫度沿軌道平均為202 K。
恆星的紅外過量也表明系統中可能存在岩屑盤。
| 成員 (依恆星距離) | 质量          | 半長軸 (AU)        | 轨道周期 (天) | 離心率          | 傾角 | 半径 |
| ----------------- | ------------- | ------------------ | ------------- | --------------- | ---- | ---- |
| b                 | >5.2+0.9 − M⊕ | 0.422+0.014 −0.015 | 140.43+0.41 − | 0.45+0.15 −0.14 | —    | —    |